# Black Daisy
Black Daisy  er et irsk pigeband, der sammen med Sinéad Mulvey repræsenterer Irland i Eurovision Song Contest 2009.
Irlands bidrag hedder Et Cetera og er skrevet af Niall Mooney, Jonas Gladnikoff, Daniele Moretti og Christina Schilling.